# Arianna Valcepina
Arianna Valcepina (Sondalo, 9 mei 1994) is een shorttrackster uit Italië.
In 2010 reed Valcepina op het WK junioren met het Italiaanse aflossingsteam naar de gouden medaille.
Op de wereldkampioenschappen shorttrack 2021 behaalde Valcepina met de Italiaanse aflossingsploeg de bronzen medaille.
Op de Europese kampioenschappen shorttrack 2017 reed het Italiaanse aflossingsteam met Valcepina naar de gouden medaille.
Samen met haar aflossingsploeg won ze de zilveren medaille tijdens de Olympische Winterspelen van 2022 op het nieuwe onderdeel de 2000 meter gemengde aflossing.
Arianna is de zus van shorttrackster Martina Valcepina.

## Records
| Afstand    | Tijd     | Datum            | Baan           |
| ---------- | -------- | ---------------- | -------------- |
| 500 meter  | 43.908   | 15 februari 2015 | Erzurum        |
| 1000 meter | 1:31.839 | 1 februari 2019  | Dresden        |
| 1500 meter | 2:23.476 | 8 november 2014  | Salt Lake City |
| 3000 meter | 5:47.773 | 24 februari 2019 | Courmayeur     |

bron